# Pseudonympha poetula
Pseudonympha poetula är en fjärilsart som beskrevs av Henry Trimen 1891. Pseudonympha poetula ingår i släktet Pseudonympha och familjen praktfjärilar. Inga underarter finns listade.